# Свен Ґрундтвіґ
Свен Херслеб Ґрундтвіґ (дан. Svend Hersleb Grundtvig; 9 вересня 1824, Копенгаген — 14 липня 1883, Фредеріксберг) — визначний данський літературознавець, фольклорист та мовознавець, син Ніколая Фредеріка Северіна Ґрундтвіґа.

## Дитинство
Народився в Хрістіансхавні в Копенгагені в сім'ї відомого данського священника, письменника і науковця Ніколая Фредеріка Северіна Ґрундтвіґа та Елісабети Крістіни Маргрети Блічер. Батько багато уваги приділяв освіті свого сина, сам викладав йому скандинавську міфологію і фольклор, а також найняв для нього домашніх вчителів з латинської, данської, ісландської та давньоанглійської мов.

## Подорож до Великої Британії
Коли хлопцю виповнилося 19 років, батько відправив його до Великої Британії, де Свен працював у бібліотеках Лондона, Оксфорда та Единбурга, вивчаючи рукописи англійських та шотландських балад, зібраних в кінці XVIII століття. Повернувшись на батьківщину, він видав свої переклади англійських і шотландських балад данською мовою.

## Фольклорист
В 1844 році науковець опублікував своєрідний заклик до співвітчизників записувати відомі їм народні пісні та балади. Свен Ґрундтвіґ став першим редактором багатотомної антології данського фольклору «Старовинні данські народні пісні» (дан. Danmarks Gamle Folkeviser) . Вчений залучив до збору фарерських балад священника і науковця В. Хаммерсхаімба. Зібраний Хаммерсхаімбом матеріал Ґрундтвіґ редагував разом із Йоргеном Блоком, випустивши багатотомну антологію фарерського фольклору «Føroya kvæði: Corpus Carminum Færoensium» (1876).
У 1854—1861 роках побачили світ три томи «Старовинних данських переказів» (дан. Danske Minder), зібраних фольклористом. Наприкінці 1870-х — на початку 1880-х років вийшли «Данські народні казки» (дан. Danske Folkeæventyr) в обробці Свена Ґрундтвіґа.
Визначний данський фольклорист помер від гастроентерита 14 липня 1883 року в Фредеріксберзі.
Вдова науковця заснувала стипендію його імені розміром 8 тисяч данських крон для дослідників скандинавської філології.

## Особисте життя
У кінці 1858 року Ґрундтвіґ одружився з Лаурою Блок, яку через деякий час після весілля прикувала до інвалідного візка тяжка хвороба.

## Цікаві факти
Свен Ґрундтвіґ разом із братом Йоханом брав участь у Дансько-прусській війні 1848–1850 рр.